# Luigi Boccherini
Ridolfo Luigi Boccherini (Lucca, 19 febbraio 1743 – Madrid, 28 maggio 1805) è stato un compositore e violoncellista italiano.

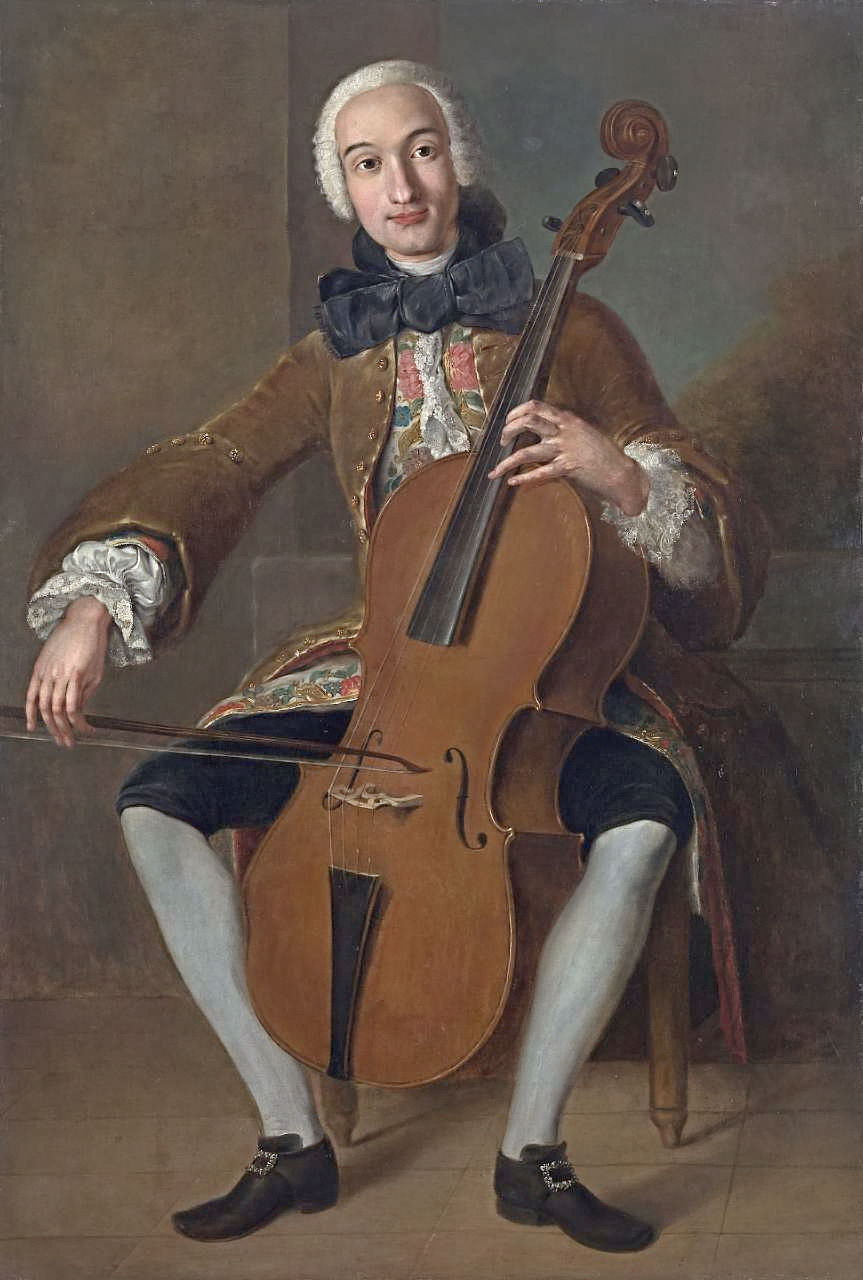
Luigi Boccherini nel dipinto di Pompeo Batoni

Prolifico compositore, principalmente di musica da camera, fu il maggior rappresentante della musica strumentale nei paesi europei di lingua romanza durante il periodo del Classicismo.

## Biografia
Nacque a Lucca in una famiglia di musicisti. Ebbe tre fratelli ballerini: Giovanni Gastone (affermatosi in seguito come librettista per Salieri, con La secchia rapita, e per Haydn, con Il ritorno di Tobia), Maria Ester (sposata con il coreografo Onorato Viganò, da cui nacque Salvatore) e Anna Matilde. Il giovane Luigi apprese la tecnica del suo strumento, il violoncello, dal padre Leopoldo, contrabbassista, e dall'abate D. F. Vannucci del seminario di Lucca, maestro di cappella.
Ben presto rivelò doti prodigiose e iniziò giovanissimo la carriera concertistica, non solo a Lucca ma anche in altre città, tanto che a 14 anni seguì il padre a Vienna, dove entrambi suonarono nell'orchestra del Teatro Imperiale: è qui che da ragazzo cominciò a diventare famoso, assimilando anche la nuova forma musicale nascente, il quartetto e il quintetto. Completò a Roma la sua istruzione. Tra il 1761 ed il 1766 compose i primi sei quartetti, gli oratori Il Giuseppe riconosciuto e Gioas, re di Giudea, la cantata profana La confederazione dei Sabini a Roma.
Tornato a Lucca nel 1764, divenne primo violoncello alla cappella palatina e qualche anno dopo fondò, con i violinisti Filippo Manfredi e Pietro Nardini e il violista Giuseppe Cambini, il primo quartetto stabile di cui si abbia notizia. Col solo Manfredi tenne molti concerti, soprattutto in Italia, Francia e Spagna. Nel 1767 si recò a Parigi, da dove un altro allora celebre violoncellista italiano, Giovanni Battista Cirri, anticipatore, per alcuni aspetti, della maniera compositiva di Boccherini, si era da poco allontanato alla volta dell'Inghilterra.
Nella capitale francese pubblicò la sua prima raccolta di quartetti con l'amico Manfredi; tra i due fu però il Boccherini ad essere più apprezzato, soprattutto dai dilettanti, che rappresentavano la clientela maggiore dell'epoca. La coppia di musicisti dunque raggiunse il successo, ma fu a questo punto (siamo nel 1768) che l'ambasciatore di Spagna nella capitale francese, accortosi del talento dei due, propose loro di trasferirsi a Madrid, dove il re Carlo III avrebbe riservato certamente una calorosa accoglienza. L'offerta venne accettata, ma le cose non andarono esattamente come previsto: è vero che poterono fregiarsi del titolo di "Compositori Virtuosi al Servizio di Sua Altezza Reale Don Luigi Infante di Spagna", ma fu un titolo di scarso valore perché, essendo don Luigi il fratello del re, non poteva avere aspirazioni al trono.
Boccherini puntò allora tutto sull'erede dei Borbone, Carlo IV, principe delle Asturie, al quale dedicò, in quello stesso anno, un Concerto a più strumenti e sei trii per archi; tuttavia s'imbatté nelle ostilità di un altro compositore italiano, Gaetano Brunetti, violinista e compositore di corte. Nonostante ciò, gli anni seguenti furono tra i più brillanti: Boccherini compone le sei sinfonie, una trentina di quartetti e una trentina di quintetti, nei quali ai quattro archi classici aggiunse un secondo violoncello da lui stesso suonato a corte.
Le sinfonie, in particolare, sono tra i suoi lavori più riusciti: solidamente costruite e ricche di una vena melodica tipica italiana, mai sentimentale, sono tra i primi validi esempi di questo genere, che sta trovando, proprio in quegli anni, la sua valorizzazione. Nel 1776 seguì a Las Arenas de San Pedro l'infante don Luigi, in esilio per uno scandalo di corte, per il quale scrisse fino al 1785 molte composizioni da camera: i 6 sestetti per flauto, due violini, viola, e due violoncelli; i primi 66 quintetti per due violini, viola, e due violoncelli; diversi quartetti; 6 trii per archi, 6 sinfonie e lo Stabat Mater (1781).

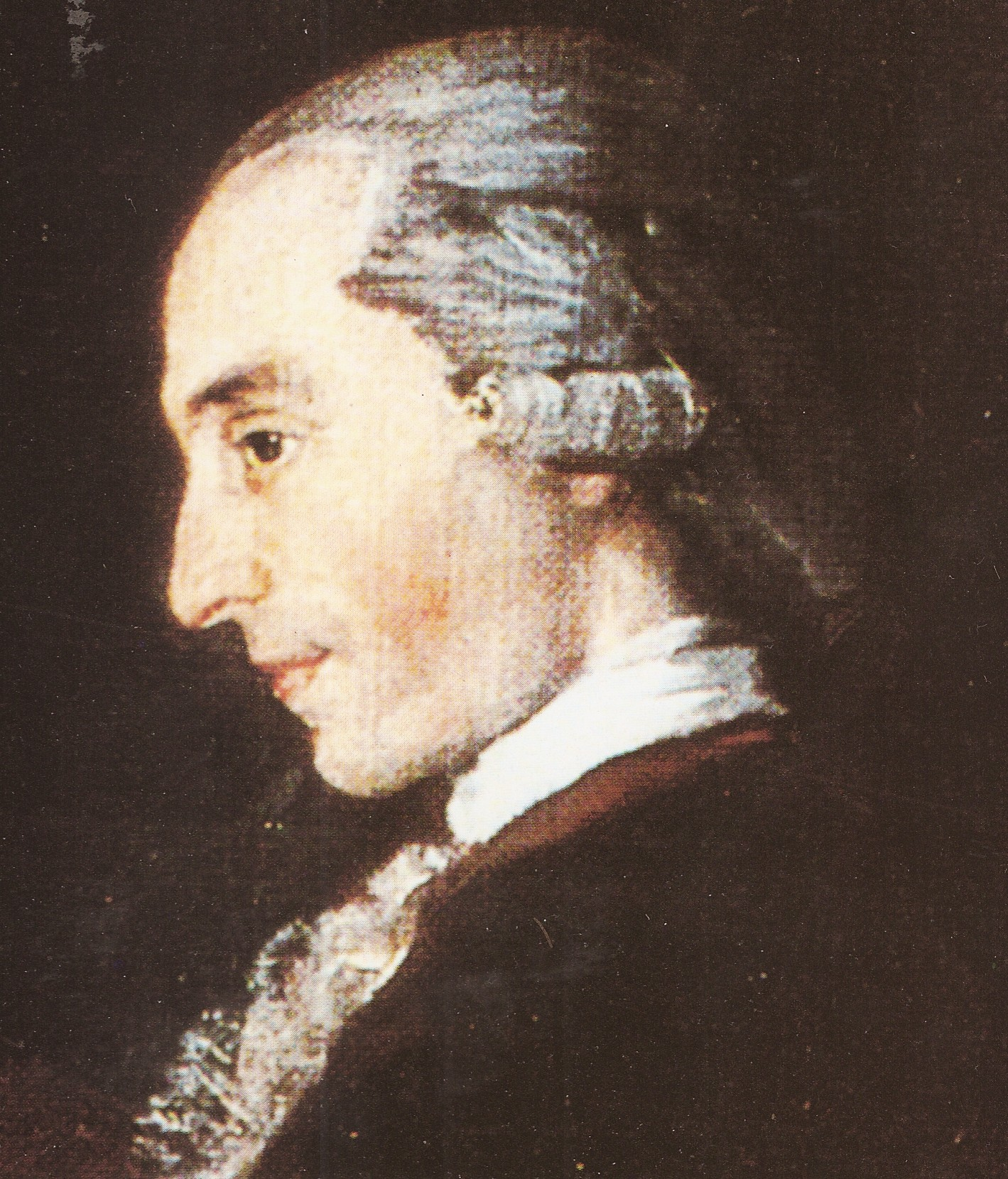
Ritratto di Luigi Boccherini nel dipinto di Francisco Goya La famiglia dell'Infante Don Luis di Borbone, Fondazione Magnani-Rocca, Parma

Dell'atmosfera a Las Arenas abbiamo una vivida testimonianza in un dipinto di Francisco Goya del 1783, La famiglia dell'Infante Don Luis di Borbone: un ritratto del tutto intimo e casalingo della famiglia di don Luigi, circondata da domestici e da personaggi particolarmente vicini; sulla destra si nota un uomo alto, leggermente stempiato, la figura fine, lo sguardo penetrante, che porta una giacca rossa e che con tutta probabilità corrisponde proprio a Boccherini. Nel 1785 un duplice dramma lo colpì: morirono la moglie Clementina Pelicho e anche il suo protettore.
Disoccupato, senza moglie e con cinque figli da sfamare, Boccherini tentò di trovare un nuovo lavoro a Madrid, dove divenne maestro da camera della duchessa di Benavente-Osuna, nel cui palazzo rappresentò, nel 1786, l'unica sua opera teatrale, la zarzuela La Clementina. Fu, sino al 1787, direttore dell'orchestra privata della duchessa, alla quale dedicò altri 9 quintetti per archi e 10 minuetti per orchestra. Il 18 aprile dello stesso 1787 sposò in seconde nozze Maria del Pilar Joacquina Porretti, figlia di Domenico Porretti, nella chiesa di San Sebastian a Madrid. Scrisse regolarmente quartetti, molti dei quali furono spediti al re Federico Guglielmo II di Prussia, dilettante di violoncello e suo nuovo protettore. Ma anche qui l'incarico durò poco: il re morì nel 1797 e il tentativo di ottenere aiuti da Federico Guglielmo III, suo successore, fallì.
L'ultimo suo mecenate rimase il marchese di Benavente, appassionato di chitarra (strumento che cominciava allora a godere di una rinata fortuna in Spagna), per cui scrisse la Sinfonia concertante n. 30 G 523 e numerosi quintetti per chitarra e archi, ma le sue condizioni economiche divennero sempre più precarie. Nel 1799 giunse a Madrid Luciano Bonaparte, ambasciatore di Francia, per il quale Boccherini scrisse i suoi ultimi lavori, tra i quali si annoverano gli ultimi 12 quintetti per archi e gli ultimi 2 quartetti (di cui il secondo rimase incompiuto), mentre «alla Nazione francese» dedicò gli ultimi 6 quintetti per archi e pianoforte.
Spazzata via la monarchia spagnola dalle truppe francesi, dopo la partenza di Bonaparte Boccherini non trovò più un'occupazione stabile: si sostenne a malapena con una pensione del re di Spagna e con gli irregolari proventi corrispostigli dal suo editore Pleyel. Trascorse gli ultimi anni nella miseria più nera, colpito anche da una grave malattia circolatoria e afflitto dalla perdita di tre figlie e della seconda moglie. Morì il 28 maggio 1805. 

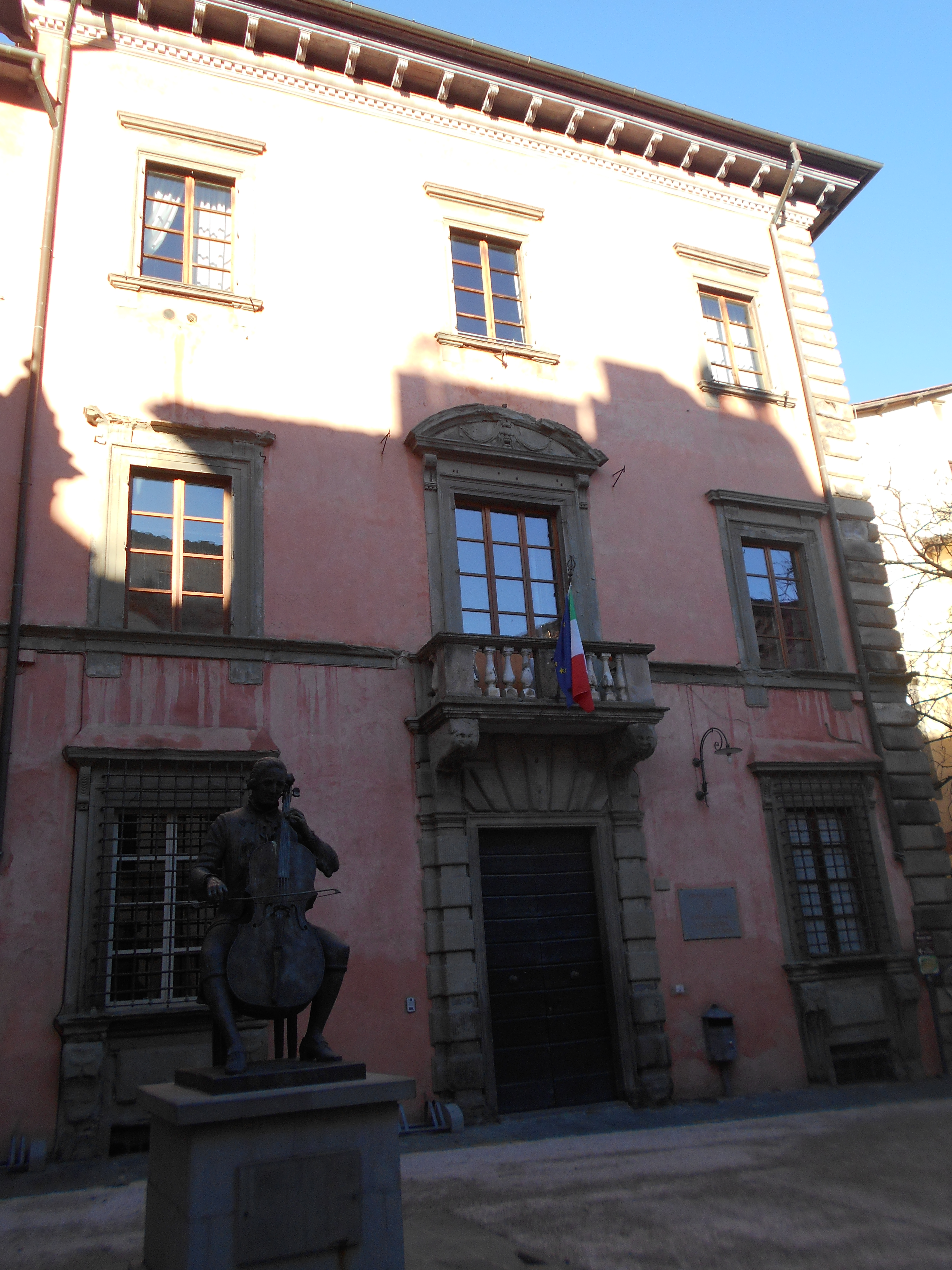
Monumento a Luigi Boccherini e Istituto Luigi Boccherini, Lucca

Dal 1927 le sue spoglie sono deposte nella chiesa di San Francesco di Lucca. La città, che si onora di avergli dato i natali, gli ha dedicato l'Istituto Superiore di Studi Musicali, che porta il suo nome ed è una delle più antiche scuole musicali d'Italia.

## Le malattie e lo studio paleopatologico
Lo studio paleopatologico, effettuato nel 1997 sul corpo del musicista lucchese dalla Divisione di paleopatologia dell'Università di Pisa sotto la direzione del prof. Gino Fornaciari, ha evidenziato numerose anomalie strettamente connesse alla sua intensa attività di violoncellista: si segnala in particolare la grave artrosi (rizoartrosi) del pollice destro, causata dall'impugnatura dell'archetto e la grave epicondilite del gomito sinistro, dovuta alla costante, forzata flessione del braccio.
La posizione rigida del corpo rispetto allo strumento causò la perdita delle lordosi fisiologiche della colonna. A livello cervicale e lombare, invece, una discreta scoliosi sinistro-convessa, massima sulla III e IV vertebra toracica, è da imputare all'inclinazione forzata sul fianco destro, cui lo obbligava l'uso dello strumento. Una spiegazione analoga vale anche per le tibie valghe, anomalia causata evidentemente dall'abitudine di tenere fermo il violoncello, che all'epoca era privo di puntale e veniva trattenuto con le ginocchia.
Luigi Boccherini era inoltre affetto da una grave aterosclerosi aortica ed iliaco-femorale, mentre la presenza di grossolane calcificazioni pleuriche e di linfonodi calcifici depone per la presenza di tubercolosi polmonare, in atto o pregressa.
I risultati ottenuti in base allo studio paleopatologico si sono rivelati di fondamentale importanza non solo per inquadrare quelle che devono essere considerate vere e proprie malattie professionali di un violoncellista del XVIII secolo, ma hanno anche permesso di ottenere dati affatto nuovi e sconosciuti sulla personalità fisica e sulla nosografia del grande compositore lucchese.

## L'isolamento della sua opera

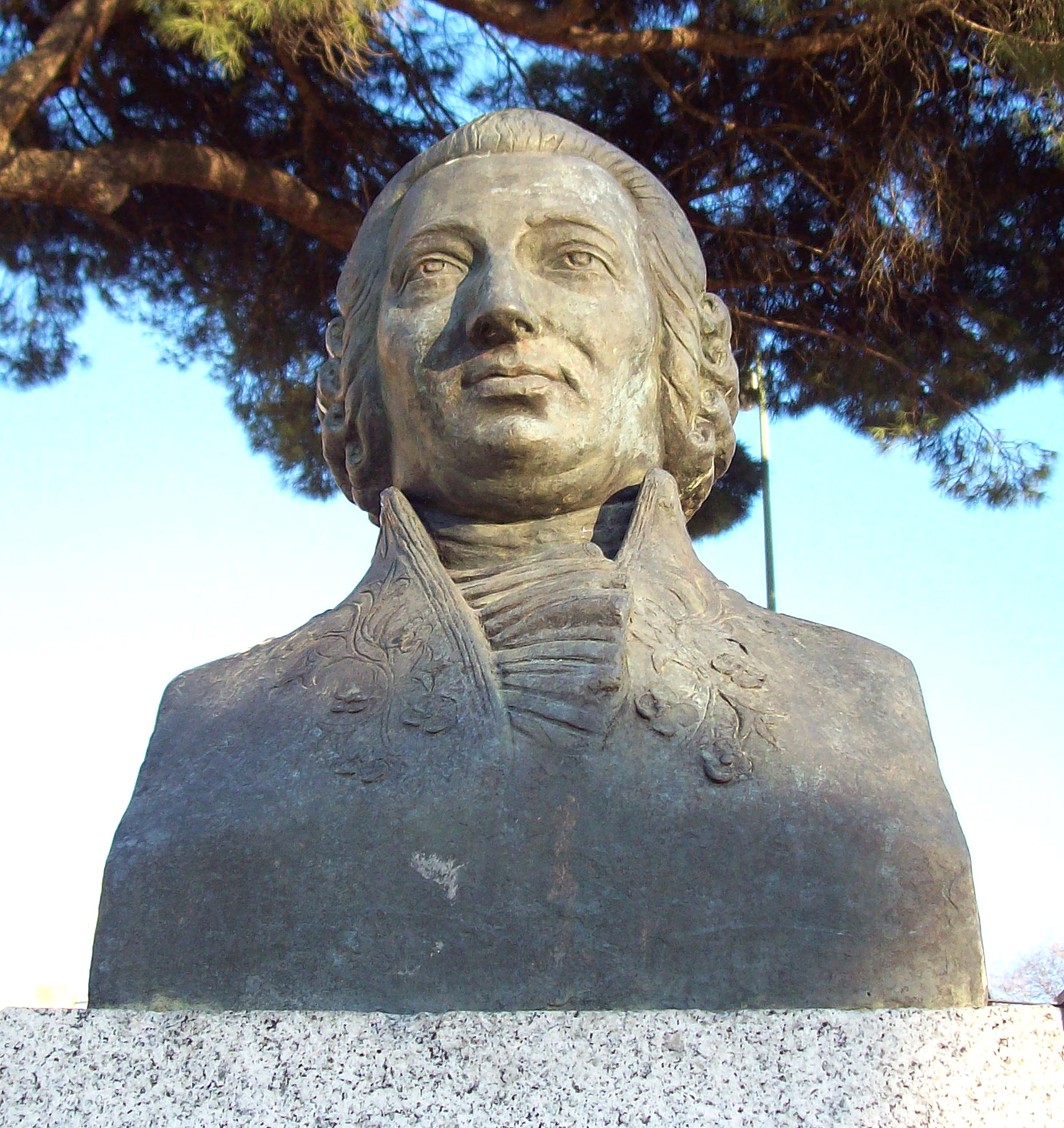
Busto di Boccherini a Madrid (1966)

Nonostante la lunga permanenza in Spagna, le opere di Boccherini continuarono ad essere presenti in Europa sino alla fine del Settecento, intrecciandosi con quelle di Haydn e Mozart. Tuttavia, se attorno al 1770 i suoi quartetti, quintetti e sinfonie potevano ancora sostenere il confronto sul piano dell'aggiornamento, della maestria tecnica e dell'inventiva, negli anni successivi essi persero terreno, poiché non seppe evolversi in sintonia con le grandi innovazioni viennesi.
Ciò portò Boccherini a ritirarsi nel clima stagnante dell'ambiente spagnolo: una prova di questa progressiva emarginazione si coglie, tra l'altro, nell'ostinata predilezione del compositore per la forma del quintetto per archi (col suo arcaico raddoppio del violoncello), proprio negli anni in cui si affermava il più razionale ed organico quartetto, forma trainante della nuova musica da camera.
Il quintetto per archi, infatti, rimarrà un'invenzione esclusiva di Boccherini, da lui ideata senza reali modelli e destinata ad esaurirsi con lui. Boccherini rimase volutamente estraneo alla vigorosa dialettica nella nuova forma sonata: stando al di fuori di severi schemi compositivi, si distinse per un eloquio fluido e accattivante, per il piacere della divagazione armonica e tematica, in cui l'impegno espressivo tende a disperdersi nelle pieghe degli episodi minori, più che a tradursi in un concetto coerente dell'intera composizione.
Queste sue peculiarità costituiscono il fascino, e l'originalità, della sua musica, ma al tempo stesso rivelano un'incapacità di uscire realmente dagli orizzonti dello stile galante e del rococò, che indubbiamente seppe esplorare ed approfondire in modo magistrale e che arricchì di nuova sostanza musicale, ma senza voler mai mettere in discussione i loro fondamenti linguistici e ideali.

## Composizioni
È stato fra i più prolifici compositori italiani di musica da camera e sicuramente uno dei più grandi. Il catalogo della vasta produzione di Luigi Boccherini presenta difficili problemi di attribuzione e di cronologia, perché molti dei suoi manoscritti andarono dispersi; tuttavia di Boccherini rimangono famosi molti brani, come il Quintetto op.11 n.5 G.275 col celebre Minuetto, i Quintetti per chitarra e quartetto d'archi n.4 in re maggiore G.448 "Fandango" e n.9 in do maggiore G.453 "La musica notturna delle strade di Madrid". Pregevolissimi e ricchi di affascinanti idee musicali sono anche i 6 Quintetti op.18 che vanno, come numero di catalogo, dal G.283 al G.288. Queste opere sono state riscoperte e promosse durante la seconda metà del XX secolo dal Quintetto Boccherini.
Oltre ai 137 quintetti per archi, ai 97 quartetti e a numerose altre composizioni da camera, scrisse le 6 sinfonie op.12 (tra cui la celebre n.4, nota come "La casa del Diavolo"), lo Stabat Mater e la Messa Solenne. In aggiunta vi sono anche i quattro celeberrimi concerti per violoncello G.477, G.478, G.479, G.480, dei quali i primi tre furono scritti tra il 1768-69 e pubblicati insieme, mentre l'ultimo fu pubblicato postumo.
I quintetti per archi (due violini, viola e due violoncelli), a lungo trascurati dopo la sua morte, sono stati riproposti dal Quintetto Boccherini nella seconda metà del XX secolo, quando due dei suoi membri fondatori trovarono a Parigi una copia della prima edizione completa dei 141 quintetti e cominciarono ad eseguirli ed inciderli in giro per il mondo.

### Edizione nazionale italiana
Con Decreto Ministeriale del 27 aprile 2006, gli Opera omnia del compositore Luigi Boccherini sono stati promossi "Edizione nazionale italiana". Il comitato scientifico dell'Edizione Nazionale è composto dagli studiosi Theophil Antonicek (Vienna), Sergio Durante (Padova), Ludwig Finscher (Heidelberg), Roberto Illiano (Lucca — Segretario Tesoriere), Miguel Ángel Marín (Madrid), Fulvia Morabito (Lucca), Rudolf Rasch (Utrecht), Luca Sala (Parigi), Massimiliano Sala (Lucca), Andrea Schiavina (Bologna) e Christian Speck (Coblenza-Landau — Presidente).